# Earl W. Sutherland
Earl Wilbur Sutherland, Jr., född 19 november 1915 i Burlingame i Kansas, död 9 mars 1974 i Miami i Florida, var en amerikansk fysiolog och farmakolog. Han tilldelades Nobelpriset i fysiologi eller medicin 1971.
Sutherland upptäckte hur det biologiska ämnet cAMP (cykliskt adenosinmonofosfat) fungerar som en "andrahandsbudbärare", som överför budskapet från hormoner (bland annat adrenalin) till det inre av den levande cellen. Sutherland belönades 1971 med Nobelpriset i medicin.
Han tilldelades 1970 Albert Lasker Basic Medical Research Award.